# Sereusz
Sereusz, także Sereus – król Akwitanii w latach 589–592. Pochodził spoza dynastii Merowingów. Władzę zyskał po wygnaniu Astrobalda, co zapewne nastąpiło pod koniec 589 roku, gdyż jeszcze na początku 589 Astrobald zorganizował wyprawy łupieżcze do Septymanii. Prawdopodobnie po utracie Akwitanii w 592 roku wróciła ona do domeny królewskiej, gdyż kolejny raz jest wspominana w 629 roku, kiedy Dagobert I wydzielił ją swojemu bratu Charibertowi II. Sereusz jest wymieniony tylko w Charte d'Alaon, tekście opisującym genealogię Odona Wielkiego, który jest mało wiarygodnym źródłem.